# Blabbermouth.net
Blabbermouth.net är en webbplats tillägnad heavy metal- och hårdrock-nyheter, samt recensioner av album och musik-DVD. Blabbermouth.net grundades och drevs av Borivoj Krgin i mars 2000, även om webbplatsen inte officiellt lanserades förrän i oktober 2001, och skivmärket Roadrunner Records tog över driften av webbservern i december 2001. Användarna kan göra inlägg på valda nyhetsartiklar och albumrecensioner, antingen som svar på andras kommentarer eller som respons till själva artikeln. Detta har attraherat internettroll och kritik från många musiker.

## Historia
Grundaren Borivoj Krgin kom upp med Blabbermouth-konceptet i januari 2000. Robert Kampf, en vän till Krgin, som driver Century Media Records, bodde hos Krgin i New York och ordnade ett möte med Gunter Ford från World Management. Under mötet föreslog Ford en idé om en "hårdrocksportal", en webbplats som skulle innehålla nyheter, varor och CD-recensioner och få skivmärkena att sälja deras produkter genom webbplatsen. Ford ville ha med Kampf på dessa planer. Krgin ogillade idén och önskade en webbplats som tillhandahöll nyheter 24 timmar om dygnet eftersom han tyckte att det inte fanns några bra nyhetswebbplatser.
Två månader efter mötet började Krgin undersöka hur man kunde utveckla och driva sin egen webbplats. Efter ett år kände sig Krgin väl till mods med att sjösätta webbplatsen. Den första "primitiva" versionen av webbplatsen sjösattes 3 mars 2001. I oktober samma år tog Monte Conner, en vän till Krgin, och en Roadrunner Records artist and repertoire kontakt med Krign om att driva webbplatsen på Roadrunner-servrar. På detta sätt kunde Krgin ägna sig mer åt innehållet istället för de tekniska aspekterna. Blabbermouth.net sjösattes officiellt i oktober 2001.

## Kritik
Blabbermouth.net har kritiserats av musiker och musikindustrifolk för internettroll (användare som gör nedsättande kommentarer) och publicering av nyheter som är orelaterade till heavy metal eller hårdrock. Dessa inkluderar nyhetsartiklar om Gene Simmons (Kiss), Tommy Lee (Mötley Crüe), och Fred Durst från Limp Bizkit. Krgin säger att han publicerar dessa artiklar för att få humoristiska kommentarer från användarna, samt som ett avbrott från de konstant enformiga albumnyheterna. Artiklarna relaterade till Durst dök upp när han uppenbarligen ljög om antalet kvinnliga kändisar han hade sovit med; "han gjorde ett bra jobb med att hålla sig i pressen hela tiden. Slutligen bidrog den mediala överexponeringen till bandets avtagande skivförsäljning av deras senaste album, och den nedåtgående spiralen kommer säkerligen att fortsätta till nästa album. I slutändan kommer ingen bry sig om vem Fred sov eller inte sov med, och det ödet, för en person som Fred Durst, kommer att vara värre än döden."
Men Simmons svarade med att kalla Blabbermouth.net för "anledningen till att jag går upp ur sängen på morgonen; och ja, jag sover på en madrass stoppad med hundradollarsedlar." Lee svarade på sin blogg att "Om ni går till inläggen så kommer ni att se enfaldiga påståenden från många som aldrig har haft ett barn drunkna i deras bassäng", han kallar användarna för "fantastiska".
I september 2006 hävdade Krgin att han hade genomfört en rensning av Blabbermouth.net-användarnas kommentarer och hade även infört en modereringspolicy. Innan dess hade, i hans egna ord, "oräkneliga kränkande, obscena, ärekränkande, rasistiska, homofobiska och hotfulla kommentarer" blivit inlagda på webbplatsen sedan kommentarsfunktionen blev införd tidigt år 2002.

## Trafik
Blabbermouth.net har mer än en miljon unika besökare per månad och i genomsnitt 80 000 unika besökare per dag enligt WebTrends. Det största antalet besökare på en dag var när Panteras gitarrist Dimebag Darrell blev mördad. Då hade webbplatsen 150 000 unika besökare inom en 24-timmars period. Enligt Alexa så är blabbermouth.net på plats 29 897 när det kommer till hur mycket trafik webbplatsen har. Men webbplatsen är belägen på www.roadrunnerrecords.com/blabbermouth.net, vilket gör att en del av trafiken inte räknas in under blabbermouth.net. Blabbermouth har 90 000 registrerade användare (april 2010).